# هالینزکلاو
هالینزکلاو (به انگلیسی: Hollinsclough) یک روستا و محله مدنی در بریتانیا است که در استافوردشر مورلندز واقع شده‌است. هالینزکلاو ۱۴۹ نفر جمعیت دارد.